# جب زریق
جب زریق (به عربی: جب زریق) یک روستا در سوریه است که در ناحیه صبوره واقع شده‌است. جب زریق ۳۵۴ نفر جمعیت دارد.